# Ясен Яна Павліковського
Я́сен Я́на Павліко́вського — ботанічна пам'ятка природи місцевого значення в Україні. Розташована в межах Шептицького району Львівської області, у місті Угнів (поруч з Костелом Успіння). 
Статус надано згідно з рішенням Львівської обласної ради від 14.07.2011 року, № 206. Перебуває у віданні Угнівської міської ради. 
Статус надано з метою збереження вікового ясена. Вік дерева  — бл. 400 років. 